# 公证

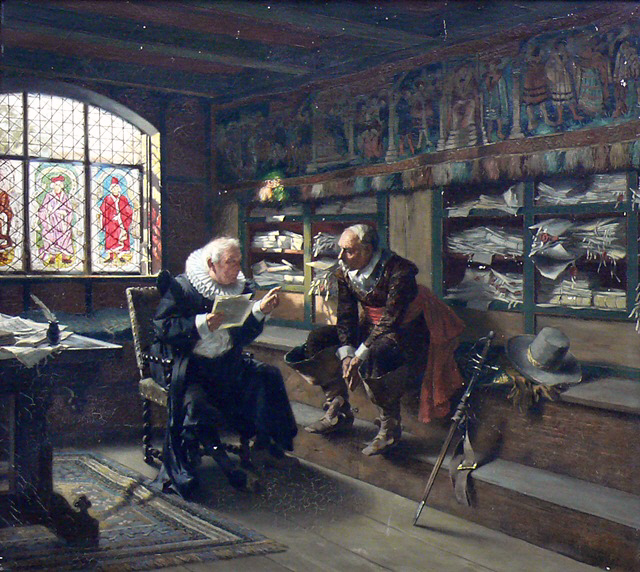
工作中的公證人 (德國藝術家Max Volkhart) 的畫作

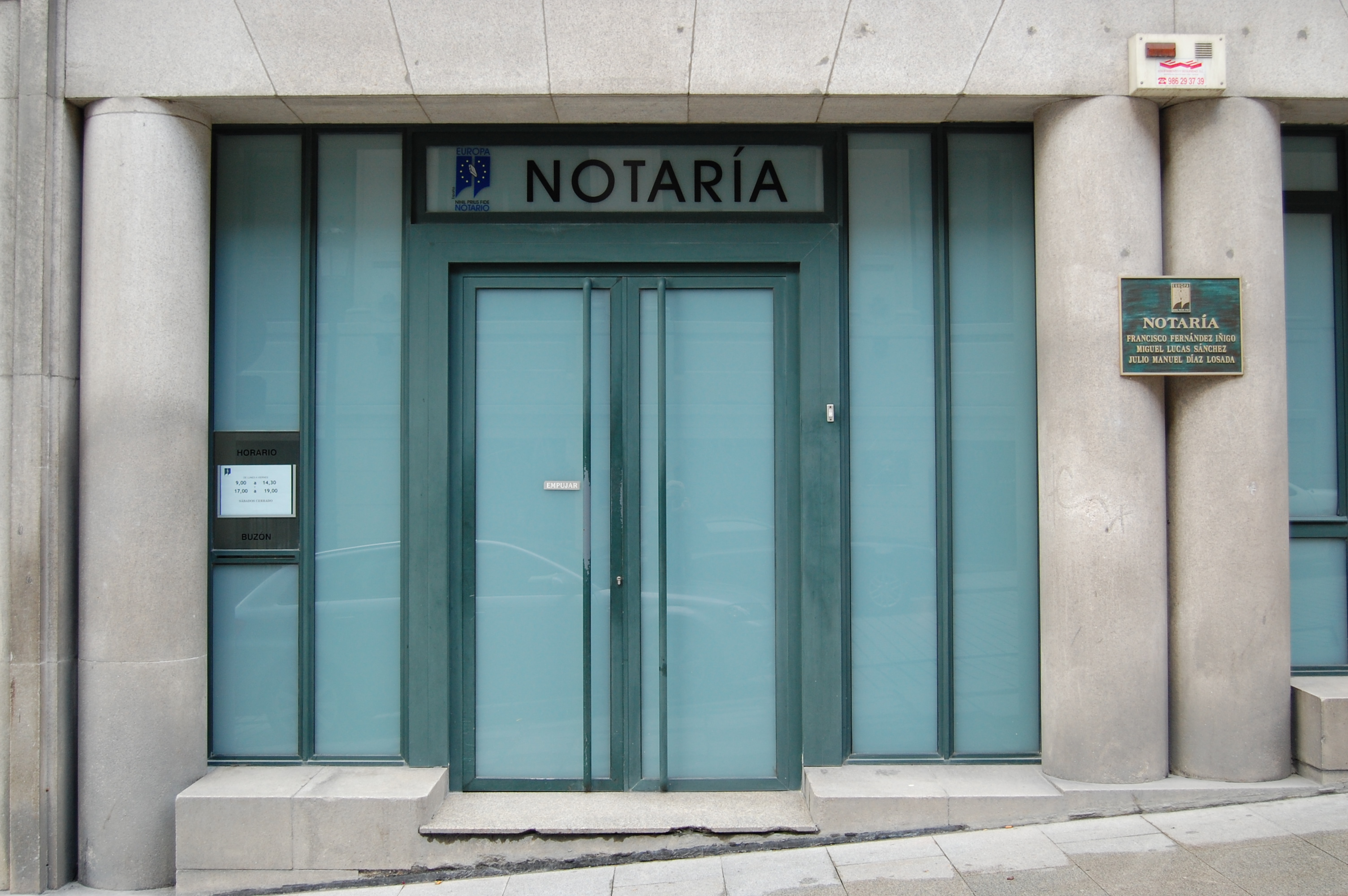
西班牙維戈的公證處入口

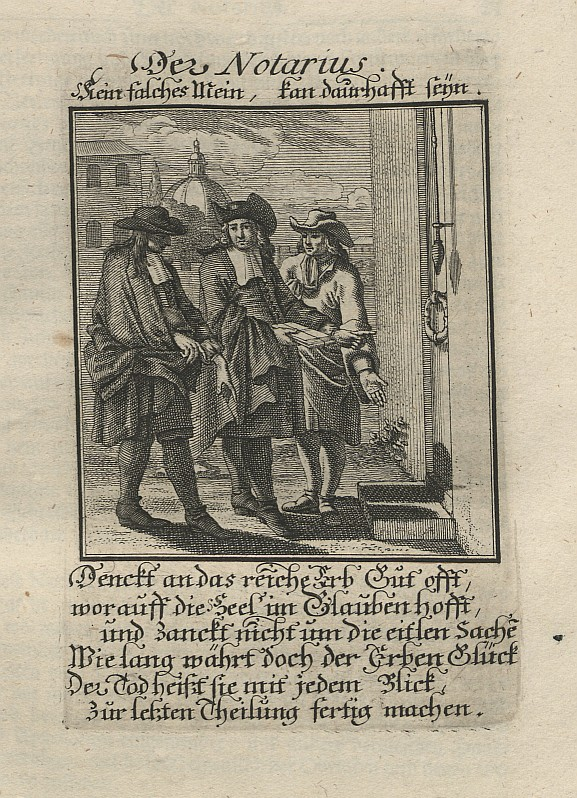
“Der Notar”（“公證人”），銅版畫，出自 Christoph Weigel the Elder 1698 年的著作

公证（notary）制度是對於法律上行為或是事實透過公證法規的程序給予證明的一项法律制度，是公证机构和公证人员办理公证事项必须遵循的行为规范。
公證體系可略分為欧陸法系的拉丁公證體系與英美法系的英美公證體系。拉丁公證體系下的公證人擁有較大的法定權限，其作成的公證書會具有類似於法院判決書的效力，拉丁體系下的公證人被視為是相當於律師或是法官的法律專業人士，在資格要求上通常需要擁有法律學位。英美公證體系下的公證人並不被要求具有審閱法律文書的能力，取得資格也相對簡單。
公證一般是由政府許可的民間公證人員作成，在某些地區則可能直接由公務員作成，公證人員如同律師、醫師等專業人士一樣，對於經辦的案件都具有保密的義務。
在欧陆法系的国家，公证是公证机构根据自然人、法人或者其他组织的申请，依照法定程序对民事法律行为、有法律意义的事实和文书的真实性、合法性予以证明的活动。

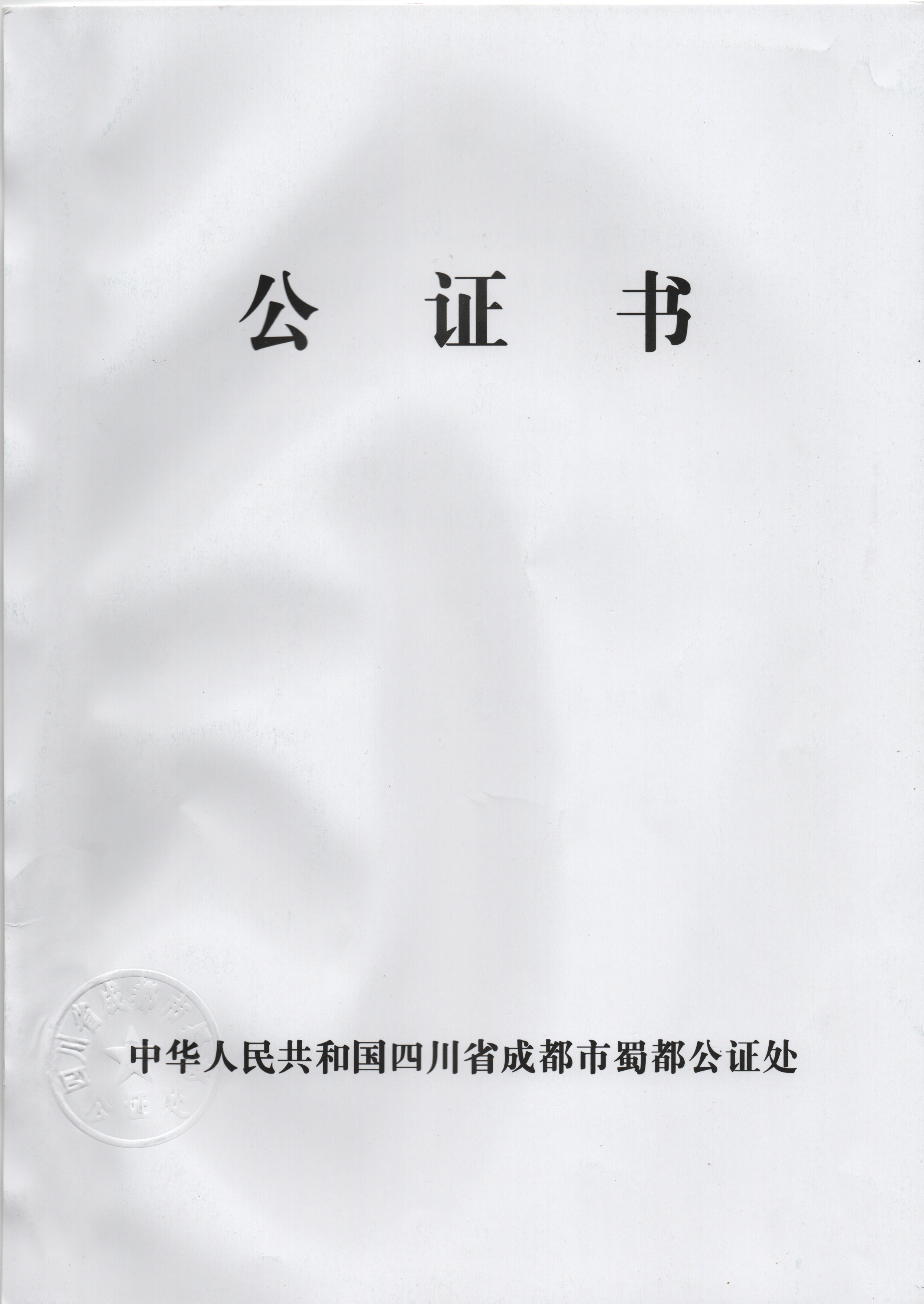
一份中华人民共和国公证处出具的公证书

## 外部連結
- 维基共享资源上的相關多媒體資源：公证